# Granlandet (vid Estlotan, Sibbo)
Granlandet är en ö i Finland. Den ligger i Finska viken och i kommunen Sibbo i landskapet Nyland, i den södra delen av landet. Ön ligger omkring 15 kilometer öster om Helsingfors.
Öns area är 3,7 hektar och dess största längd är 280 meter i sydväst-nordöstlig riktning.